# Euphyia ralstonae
Euphyia ralstonae là một loài bướm đêm trong họ Geometridae.